# صحراء أوكاناغان

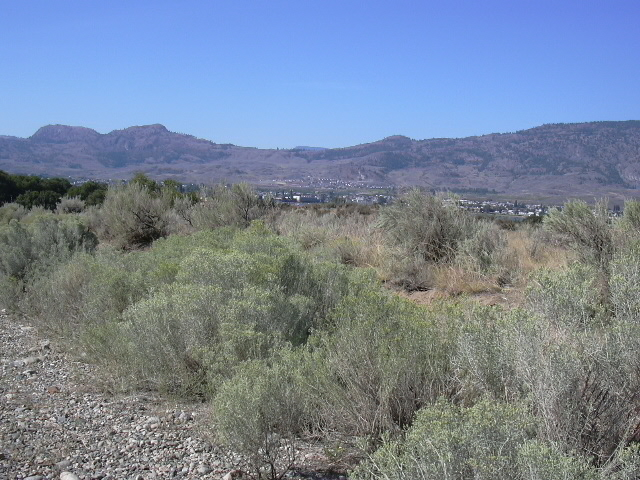
صحراء أوكاناغان

صحراء أوكاناغان (بالإنجليزية: Okanagan Desert ) هو الاسم الشائع لمنطقة قاحلة تقع في منطقة أوكاناغان جنوب كولومبيا البريطانية في كندا ، في المقام الأول تقع الصحراء حول بحيرة أوسويوس (بالإنجليزية: Osoyoos lake ) . وقد تم تحديد المنطقة التي هي من الناحية التقنية بأنها شجيرة-سهوب، درجات الحرارة الصيفية في منطقة بحيرة أوسويوس تتجاوز بانتظام 38 درجة مؤية (100 درجة فهرنهايت) ، وأجزاء من منطقة صحراء أوكاناغان تستقبال ما يقرب من 250-300 مم من الأمطار سنويا.
في حين أن بعض المناطق في كولومبيا البريطانية تتعرض لدرجات حرارة في الصيف أكثر سخونة، ومنطقة جنوب أوكاناغان هي موطن لأنواع عديدة من النباتات التي لا توجد في أي مكان آخر في كندا , تصنف صحراء أوكاناغان على أنها ليست في الواقع الصحراء، ولكنها بشكل صحيح تسمى شجيرة - السهوب داخل النظام الإيكولوجي .
‌